# كلارنس بيكر
كلارنس بيكر هو سياسي كندي، ولد في 7 يوليو 1928، وتوفي في 15 أكتوبر 2006.